# Яценко, Александр Иванович (футболист)
Алекса́ндр Ива́нович Яце́нко (укр. Олександр Іванович Яценко; род. 24 февраля 1985, Киев) — украинский футболист, защитник. Играл в сборных Украины всех возрастных уровней. Провёл один матч за национальную сборную Украины. Участник чемпионата мира 2006 года.

## Клубная карьера
Родился 24 февраля 1985 года в Киеве. Проживал в районе Академгородока, где начал заниматься футболом в детской команде «Киев» под руководством тренера Юрия Ивановича Ястребинского. В 12-летнем возрасте Александр Александрович Шпаков пригласил его в систему «Динамо». С 1998 по 2002 год Яценко выступал за «динамовцев» в детско-юношеской футбольной лиге Украины. После чего он начал выступать за «Динамо-3» и «Динамо-2» во Второй и Первой лиге Украины соответственно. Дебют в Высшей лиге Украины за основу «Динамо» состоялся 2 июня 2003 года в матче против симферопольской «Таврии» (4:1). Яценко, которому на тот момент было 18 лет и 98 дней, стал одним из самых молодых дебютантов чемпионата страны. В январе 2004 года футболист принял участие в Кубке чемпионов Содружества, а в марте — в Кубке Ла Манга.
Летом 2005 года Яценко был арендован новичком Высшей лиги Украины — ФК «Харьков», куда он перешёл по совету Леонида Буряка. Накануне старта следующего сезона стало известно, что Яценко будет выступать за харьковчан в течение полугода. По истечении этого срока футболист покинул «Харьков». Яценко имел возможность перейти в мариупольский «Ильичёвец» и харьковский «Металлист», но в итоге был арендован на полгода днепропетровским «Днепром». В феврале 2007 года Яценко перенёс операцию в Германии на паховых кольцах.
В июле 2007 года заключил трёхлетний контракт с одесским «Черноморцем», хотя также имел возможность перейти в симферопольскую «Таврию». Летом 2008 года мог перейти в «Ильичёвец», однако из-за полученной травмы главный тренер мариупольской команды Александр Ищенко отказался от его услуг. Во время зимнего межсезонья 2009/10 стал игроком «Ильичёвца». 6 августа 2010 года в матче с запорожским «Металлургом» Яценко провёл свой сотый матч в рамках чемпионата Украины.
В январе 2012 года побывал на просмотре в воронежском «Факеле», но в итоге заключил годичное соглашение с белорусской «Белшиной». В марте 2013 года подписал контракт сроком на один год с харьковским «Гелисом», выступавшем в Первой лиге Украины. По окончании осенней части сезона 2013/14 покинул стан «солнечных».
После этого Яценко продолжил выступления на любительском уровне, выступая в 2014 году за харьковский «Электротяжмаш» в соответствующем чемпионате Украины. В следующем году продолжил выступления в «Солли Плюс», который одновременно играл в чемпионате Харьковской области и любительском чемпионате. По итогам 2016 года команда стала победителем областного первенства. В мае 2017 года «Солли» снялся с розыгрыша любительского чемпионата и Яценко присоединился к зачепиловскому «Колосу». Вместе с «Колосом» стал победителем чемпионата Харьковской области 2017 года.
В 2018 году перешёл в «Викторию» из посёлка Николаевка Сумской области. В составе команды становился победителем любительского чемпионата Украины (2017/18, 2019/20), его серебряным призёром (2018/19) и финалистом Кубка Украины среди любительских команд (2017/18, 2019/20).

## Карьера в сборной
Выступал за юношескую сборную Украины до 17 лет. В 2002 году участвовал в международном турнире в Паланге
Вместе со сборной до 19 лет завоевал путёвку на чемпионат Европы 2004 года. Украина на чемпионате дошла до полуфинала, где уступила будущему победителю турнира — Испании. Данный успех позволил украинцам быть представленным в следующем году на чемпионат мира среди молодёжных команд, состоявшемся в Нидерландах. Главный тренер команды Павел Яковенко также пригласил Яценко для участия в этом турнире, по итогам которого, Украина дошла до 1/8 финала, уступив Нигерии (0:1).
Являлся капитаном молодёжной сборной до 21 года. Вместе с молодёжкой становился бронзовым призёром Турнира памяти Валерия Лобановского 2006 года. Накануне старта молодёжного чемпионата Европы 2006 года Алексей Михайличенко включил Яценко в итоговую заявку сборной на турнир. Украина дошла до финала мирового первенства, где уступила Нидерландам со счётом (0:3).
Дебют в составе сборной Украины состоялся под руководством Олега Блохина 12 октября 2005 года в товарищеском матче против Японии (1:0). Эта встреча стала единственной в футболке национальной команды для Яценко. Накануне старта чемпионата мира 2006 года, когда защитник играл на молодёжном чемпионате, Блохин включил Яценко в заявку сборной на турнир вместо травмированного Сергея Фёдорова. Тем не менее, на мундиале защитник не сыграл.

## Тренерская работа
В декабре 2014 года получил тренерский диплом категории «С», позволяющий работать с детскими командами. С 2014 по 2016 год являлся тренером в академии «Гелиоса». В 2017 году возглавлял «Колос» из Зачепиловки.

## Достижения
Украина (до 21)
- Финалист молодёжного чемпионата Европы: 2006

## Награды
- Орден «За мужество» III степени (19 августа 2006) — За достижение высоких спортивных результатов на чемпионате мира по футболу 2006 года (Федеративная Республика Германия), проявленные мужество, самоотверженность и волю к победе, утверждение международного авторитета Украины[37].

## Личная жизнь
Женат. В 2007 году у него родилась дочь София.